# Опина
Опина (словац. Opiná) — село в округе Кошице-Околье Кошицкого края Словакии. Площадь села — 12,07 км². По состоянию на 31 декабря 2016 года в селе проживало 187 жителей. Первые упоминания о селе датируются 1229 годом.

## Население
| Год:                | 1994 | 2004    | 2014    | 2024    |
| ------------------- | ---- | ------- | ------- | ------- |
| Количество человек: | 163  | 176     | 190     | 195     |
| Разница:            |      | +7,97 % | +7,95 % | +2,63 % |